# Becca Vannetta
El Becca Vannetta és una muntanya de 3.361 metres dels Alps Penins, que es troba a la regió de la Vall d'Aosta (Itàlia).

## SOUISA
Segons la definició de la SOIUSA, el cim té la següent classificació:
- Gran part: Alps occidentals
- Gran sector: Alps del nord-oest
- Secció: Alps Penins
- Subsecció: Alps del Weisshorn i del Cervino
- Supergrup: Cadena Bouquetins-Cervino
- Grup: Grup Bouquetins-Mont Brulé
- Subgrup: Subgrup del Mont Brulé
- Codi: I/B-9.II-A.1.a